# Grafton (Iowa)
Grafton és una població dels Estats Units a l'estat d'Iowa. Segons el cens del 2000 tenia 290 habitants.

## Demografia
Segons el cens del 2000, Grafton tenia 290 habitants, 119 habitatges, i 82 famílies. La densitat de població era de 349,9 habitants/km².
Dels 119 habitatges en un 35,3% hi vivien nens de menys de 18 anys, en un 52,9% hi vivien parelles casades, en un 8,4% dones solteres, i en un 30,3% no eren unitats familiars. En el 27,7% dels habitatges hi vivien persones soles el 14,3% de les quals corresponia a persones de 65 anys o més que vivien soles. El nombre mitjà de persones vivint en cada habitatge era de 2,44 i el nombre mitjà de persones que vivien en cada família era de 2,92.
Per edats la població es repartia de la següent manera: un 29,3% tenia menys de 18 anys, un 5,5% entre 18 i 24, un 30,7% entre 25 i 44, un 14,8% de 45 a 60 i un 19,7% 65 anys o més.
L'edat mediana era de 37 anys. Per cada 100 dones de 18 o més anys hi havia 107,1 homes.
La renda mediana per habitatge era de 28.594 $ i la renda mediana per família de 34.063 $. Els homes tenien una renda mediana de 28.906 $ mentre que les dones 22.500 $. La renda per capita de la població era de 14.201 $. Entorn del 2,4% de les famílies i el 5,8% de la població estaven per davall del llindar de pobresa.

## Poblacions més properes
El següent diagrama mostra les poblacions més properes.